# Заклунна-Мироненко Валерія Гавриїлівна
Вале́рія Гавриїлівна Заклу́нна-Мироненко (15 серпня 1942 , Сталінград  — 22 жовтня 2016 , Київ ) — українська та радянська акторка театру і кіно. Герой України (2012). Членкиня Спілки театральних діячів України (1967), Спілки кінематографістів України (1970), віцепрезидентка Професійної гільдії кіноакторів України (1989), президентка Дитячого благодійного фонду «Арата». Членкиня Комітету з Державних премій України імені Т. Шевченка (1996–1999).

## Біографія
Народилася 15 серпня 1942 року у Сталінграді в родині вихідців з України: батько — уродженець Київщини, військовослужбовець Гаврило Павлович (1912—1986) та мати — уродженка Полтавщини, медпрацівниця Маргарита Степанівна (1920—1970) Заклунні. Невдовзі після народження Валерія з мамою була евакуйована до міста Енгельса.
Після звільнення міста Суми родина Заклунних переїхала туди, а 1950 року батька переводять на нове місце служби до Києва. Так почався київський період життя Валерії Заклунної. Росла слухняною, розумною і допитливою — добре вчилася в школі, займалася гімнастикою і волейболом, захоплювалася художнім читанням, заради якого ходила заради цього до спеціального гуртка, яким керувало подружжя Любові Григорівни Шах та Павла Россі. Крім того, регулярно відвідувала драматичну студію при клубі МВС.
Після закінчення київської середньої школи № 51, у 1959 році, Заклунна вступила до технікуму водного транспорту. Закінчивши його у 1960 році, влаштувалася на завод при київському науково-дослідному інституті «Квант» кресляркою-конструкторкою. На цій посаді пропрацювала 2 роки, а потім пішла в акторки.
У 1962—1966 роках навчалася та закінчила Школу-студію імені В. І. Немировича-Данченка при МХАТі імені М. Горького за спеціальністю «акторка театру і кіно» (курс О. М. Карєва). Валерію Заклунну запрошували у московські театри, але вона прийняла запрошення від Юрія Сергійовича Лаврова, тодішнього художнього керівника Київського академічного російського драматичного театру імені Лесі Українки. Важливим аргументом було й бажання повернутися додому, до батьків у рідний Київ. Тому 1 серпня 1966 року Валерія Заклунна була прийнята в трупу Київського російського драматичного театру імені Лесі Українки, у якому працювала до останніх днів життя.
У 1998–2006 роках була активною громадською та політичною діячкою. Тричі, від КПУ, обиралася депутаткою до Верховної Ради України 3-го, 4-го та 5-го скликань. З початку 2000-х років проживала в житловому комплексі на вулиці Галі Тимофєєвої, 3.

Могила Валерії Заклунної-Мироненко, Байкове кладовище

Вранці 22 жовтня 2016 року Валерія Заклунна померла після тривалої хвороби в Києві, в клінічній лікарні «Феофанія». Церемонія прощання з акторкою відбулася 25 жовтня 2016 року у приміщенні Національного академічного драматичного театру імені Лесі Українки. Похована на центральній алеї Байкового кладовища (ділянка № 52) поруч із чоловіком Олександром Мироненком, де їй ще за життя було встановлено надгробок.

## Родина
Валерія Заклунна на четвертому курсі одружилася з Гаррі Бардіним, який став відомим російським аніматором. Шлюб, проте, тривав лише місяць. У 1966 році побралася з актором Валерієм Сівачем, шлюб тривав 18 років. Як згадувала акторка, вона завжди вважала цей шлюб «нещасним випадком» та не розуміла, кого кохала — Дона Карлоса, Рощина чи актора, який виконував ці ролі. Після розлучення з Сівачем познайомилася з помічником секретаря з ідеологічної роботи ЦК Олександром Мироненком, з яким у 1985 році одружилася.

## Творчість

### Ролі в кіно
Величезну популярність приніс акторці кінематограф. Валерія Заклунна виконала головні ролі у понад 30 художніх фільмах, створюючи на екрані масу яскравих образів своїх сучасниць. Героїні Заклунної — сильні, незалежні натури. Серед усіх робіт акторки виділяють:
- 1967 — Оксана («Театр і шанувальники»), Тося («Весільні дзвони»)
- 1968 — Марина («Помилка Оноре де Бальзака»).
- 1970 — княжна Долгорукова («Мир хатам - війна палацам»).
- 1971 — День за днем (фільм-спектакль).
- 1972 — Марія Одінцова («Сибірячка»).
- 1973 — Домникія Руднєва («Дума про Ковпака»), Стефа Коцюмбас («До останньої хвилини»).
- 1974 — Ольга Іванівна Лупан («Всі докази проти нього»), Катерина Дерюгіна («Любов земна»), Факел (фільм-спектакль).
- 1975 — Зоя («Прості турботи»).
- 1977 — Катерина Тарасівна Дерюгіна («Доля»), Ірина Петрівна («Фронт за лінією фронту»).
- 1978 — Павла Брус («Пізня ягода»), Єлізавета («Я хочу вас бачити»), Ліда («Люди на землі»).
- 1979 — Клаша («Місце зустрічі змінити не можна»), Віра Михайлівна («Тут на моїй землі»).
- 1980 — Сергєєва («Надзвичайні обставини»), Маша («Особливо важливе завдання»).
- 1981 — лікар Ірина Петрівна («Фронт в тилу ворога»), командир полку гвардії-майор Євдокія Богуславська ("У небі «нічні відьми»).
- 1983 — Мати Андрія («Карастоянови»), голова колгоспу Замфіра («Срібний вік»).
- 1985 — Дарина («Женихи»).
- 1987 — головний редактор Яніна Михайлівна Шорохова («Випадок з газетної практики»).
- 1998 — Лідія Василівна («З Вами небезпечно мати справу»).

### Ролі в театрі
У Київському театрі російської драми ім. Лесі Українки зіграла понад 40 ролей:
- 1966 — Клея («Лисиця і виноград»).
- 1967 — Катя («Ходіння по муках»), Таня («Розлом»), королева Єлізавета («Дон Карлос»); «Далекі вікна».
- 1968 — Елісон («Озирнись у гніві»); «Дивна місіс Севідж».
- 1969 — Луїза («Правду! Нічого крім правди»); «Перший удар».
- 1970 — Одинцова («Марія»); «Діти Ванюшина».
- 1971 — Анна («Камінний господар»).
- 1972 — «Доки арба не перевернулася»; «Самий останній день»; «Птахи нашої молодості»; «Друге побачення».
- 1973 — «Транзит»; «Варвари».
- 1974 — Наталі Пушкіна («Останні дні»); «Влада темряви».
- 1975 — Валя («Російські люди»), Трубачова («Дивний лікар»).
- 1976 — Алла Сергіївна («Випробування»), Сара («Іванов»).
- 1977 — Ніна («Довгожданий»).
- 1978 — Євдокія («Хазяйка»).
- 1979 — Леся Українка («Сподіватися»), Оксана («П'ять днів у липні»).
- 1981 — Любов Сергіївна («Тема з варіаціями»).
- 1982 — Бабуся («Я, бабуся, Іліко та Іларіо»); «Межа спокою».
- 1983 — Майя («Переможниця»).
- 1984 — «Я прийшов дати вам волю».
- 1987 — Мадонна («Іван і Мадонна»), Мар'я («Мар'я»).
- 1991 — «Жиди міста Пітера».
- 1993 — королева Анна («Молоді роки короля Людовика XIV»).
- 1994 — міс Тіна («Історія однієї пристрасті»).
- 1995 — Лідія Василівна («З вами небезпечно мати справу»).
- 1997 — Варвара Василівна («Осінні скрипки»).
- 2000 — Людмила Миколаївна («Любов і війна»).
- 2001 — «І все це було… і все це буде…».
- 2003 — Бабуся Еухена («Дерева вмирають стоячи»).
- 2008 — «На заході сонця».
- 2010 — «Квартет».
- 2011 — «Трохи мерехтить примарна сцена… (Ювілей. Ювілей? Ювілей!)».
- 2016 — Раїса Олександрівна («У цьому милому старому будинку»).

## Відзнаки, нагороди

### Звання
- 1976 — Заслужена артистка УРСР.
- 1979 — Народна артистка УРСР.
- 1996 — Провідний майстер сцени.
- 2004 — народна артистка Росії[10].
- 24 серпня 2012 — Герой України з врученням ордена Держави[11].

### Ордени
- 1971 — Орден «Знак Пошани».
- 1980 — орден Монгольської Народної Республіки «Баярин Бічіг».
- 22 серпня 1996 — Почесна відзнака Президента України[12].
- 2003 — Орден «За заслуги» II ст.

### Медалі
- 1970 — ювілейна медаль «За доблесну працю».
- 1976 — пам'ятна медаль Большого театру.
- 1978 — золота медаль ім. О. П. Довженка за виконання ролі Катерини в кінофільмі «Доля».
- 1982 — медаль «У пам'ять 1500-річчя Києва».
- 1990 — медаль «Ветеран праці».
- 1991 — медаль «Учасник ліквідації наслідків аварії на Чорнобильській АЕС».
- 1992 — пам'ятна медаль Міністерства культури РФ «За внесок у російську культуру».
- 2001 — ювілейна медаль Верховної Ради України «Десять років незалежності України».

### Премії
- 1975 — Державна премія України імені Тараса Шевченка за виконання ролі Стефи Коцюмбас у художньому фільмі «До останньої хвилини».
- 1979 — Державна премія СРСР за виконання ролі Катерини Дерюгіної в дилогії «Любов земна» — «Доля».
- 1994 — премія «Образ мрії» у номінації «Найкраще виконання жіночої ролі» за виконання ролі місс Тіни у спектаклі «Історія однієї пристрасті».

### Дипломи, відзнаки
- 1961 — диплом переможця Першого огляду художньої самодіяльності м. Києва.
- 1967 — диплом Міністерства культури УРСР «За найкраще виконання ролей, поставлених київськими театрами у ювілейному році».
- 1974 — почесна грамота Верховної Ради Естонської РСР.
- 1976 — почесна грамота Верховної Ради Білоруської РСР; дипломи переможця кінофестивалю в Іркутську та Омську.
- Диплом Спілки кінематографістів України за найвище досягнення в радянській кінематографії.
- 1981 — пам'ятний знак Президії ЦК профспілки працівників культури СРСР «Відмінник культурного шефства над Збройними силами СРСР».
- 1994 — «За найкращу акторську роботу в театрах України», «За видатний внесок в українську кінематографію».
- 1998 — «За найкращу театральну роль сезону» та багато інших.